# John Lundström
John Lundström (6 oktober 1919 - Merksem, 25 juli 1990) was een Vlaams volkszanger en violist.
Hij werd geboren in 't Schipperskwartier, waar zijn vader een zeemanscafé uitbaatte. Zijn achternaam kreeg hij van zijn grootvader, een Zweedse zeeman die zich in Antwerpen had gevestigd.
In de jaren 30 verhuisde het gezin Lundström naar het Kiel. Het zeemansleven zou een vast thema worden in de muziek van John Lundström. Buiten zanger was hij ook nog kinderanimator, docent op de sociale school. Hij was overtuigd socialist en lid van de Antwerpse Snorrenclub, waarvoor hij het Snorrelieke componeerde. Zowel zijn persoon als dit Snorrelieke maken trouwens - naast vele andere prominente Antwerpenaars - een gastoptreden in het Kiekeboe-album De snor van Kiekeboe.
In de late jaren 1930 was John Lundström een van de stuwende krachten achter de opbloei van volksdans en jeugdherbergen, in dat circuit - de Vlaamse tegenhanger van de Duitse Wandervogel-beweging - stond hij bekend als "Vake Viool".
Als "Vake Viool" leeft hij ook verder als reus in het Antwerpse stadsdistrict Deurne.

## Discografie
- Waar is den tijd  (1972) (Orig. "Waar is de tijd")
- Dad Aentwaerpe van ons  (1974) (Orig. "Dat Antwerpe van ons")
- Liekes van ba ons vol. 2  (1976) (Orig. "Liekes van bajons vol. 2", NL: Liedjes van bij ons vol. 2)
- Liekes van Djon (2010) - Dubbel verzamel CD - Bar Mondial Records